# San Jose City Hall

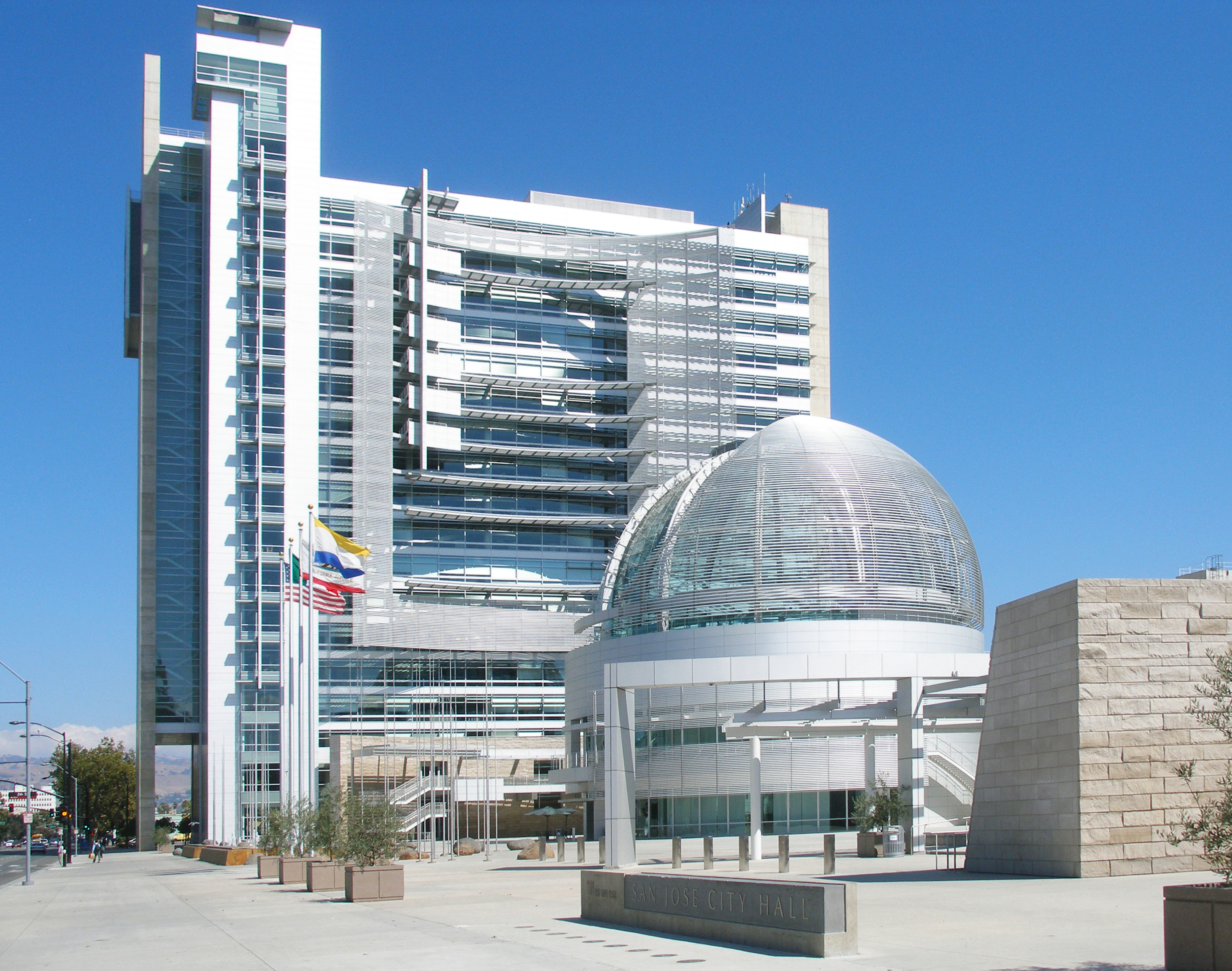
San Jose City Hall mit Rotunde im Vordergrund

Die San Jose City Hall ist das Rathaus von San José (Kalifornien) und vereinigt alle Büros der Stadtverwaltung in einem Gebäude. Sie wurde am 15. Oktober 2005 eröffnet und von dem Architekten Richard Meier in postmodernem Stil entworfen. Das 46.000 m² große, 1950 Beschäftigten Raum bietende Rathaus hat 18 Stockwerke und war mit 86 Metern seit der Fertigstellung das höchste Gebäude in der Stadt, bis es 2008 vom Gebäude The 88 (San Jose) um einen Meter überholt wurde.